# Julius Zeyer

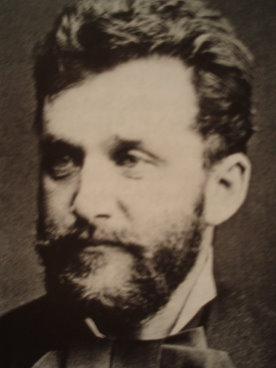
Julius Zeyer

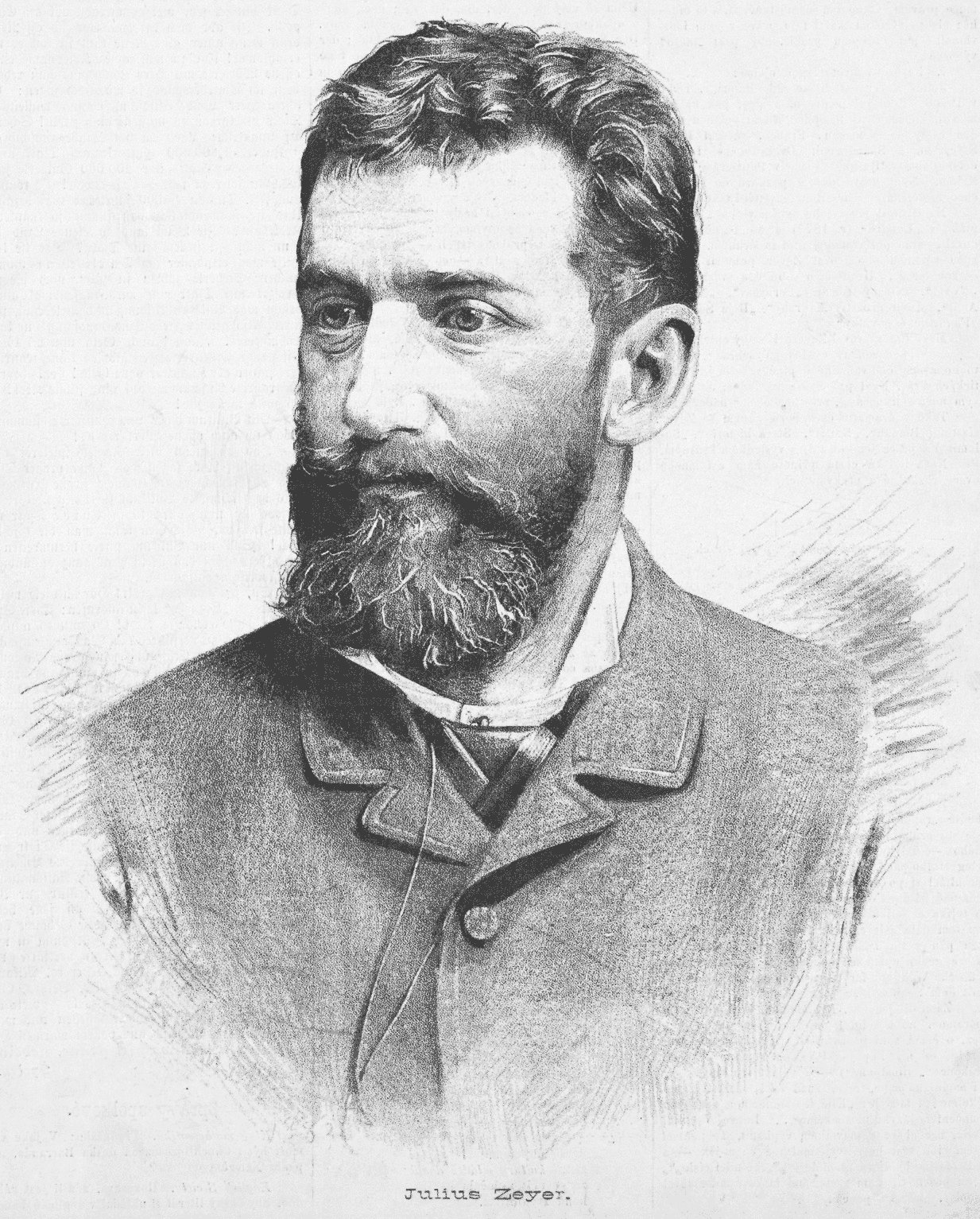
Porträtiert von Jan Vilímek

Julius Zeyer (* 26. April 1841 in Prag, Kaisertum Österreich; † 29. Januar 1901 ebenda) war ein böhmischer Schriftsteller, Dichter und Dramaturg deutsch-französischer Abstammung.

## Leben
Zeyer kam aus einer Prager bürgerlichen Familie. Sein Vater, ein Holzgroßhändler, stammte einem verarmten französischen (altsächsischen) Adel ab. Seine Mutter war Tochter einer Prager Familie. Er hatte sechs Geschwister. Die tschechische Sprache lernte er von seiner Amme, die ihm böhmische Sagen und Märchen erzählte und der er zeitlebens für die Vermittlung der tschechischen Sprache dankbar war.
Er lernte das Tischlerhandwerk erst in Prag, aber er erlernte es in Wien. Er begann mit Studium am Realgymnasium, das er jedoch genauso wenig beendete wie das Studium an der Technischen Schule. Er bereiste anschließend Deutschland, Italien, Frankreich und die Schweiz. Nach seiner Rückkehr studierte er klassische Sprachen an der Philosophischen Fakultät und unternahm immer wieder Reisen durch Europa. Er war als Erzieher in einer russischen Adelsfamilie tätig, reiste weiter nach Schweden, Deutschland, Italien, Tunesien, Griechenland und Kaukas. Die Erfahrungen verewigte er später als Eindrücke in seinen Romanen. Zeyer war mit Sophie Stone (* 1841), der ältesten Tochter des Engelsdorfer Gutsverwalters William Stone verlobt.
In den 1870er Jahren schloss er sich den Lumírovci an, gehörte jedoch zum passiven Teil der Literatengruppe.
1887 siedelte er nach Vodňany um, freundete sich mit Otakar Mokrý und František Herites an, unternahm weitere Reisen auf den Balkan und auf die Krim-Halbinsel. 1899 kehrte er nach Prag zurück. Er wohnte bei seinem Freund Josef Hlávka, einem Förderer der tschechischen Kunst.

## Werke
Sein Gesamtwerk lässt sich schwer einer Kategorie zuordnen, stand jedoch den Lumírovci, einer kosmopolitischen Schule, am nächsten. Dem Charakter seiner Werke nach, kann man ihm dem Neoromantismus zuordnen.
Seine epische Lyrik beschäftigte sich mit der glorreichen tschechischen Geschichte, mit der er das nationale Bewusstsein stärken wollte.

### Werke in deutscher Sprache
- Radús und Mahulena. Übers. v. Ondřej Cikán. Ketos Verlag, Wien 2023.
- Hugo Salus (Hrsg.): Florenz im Schnee. Novellen. Rikola Verlag, Leipzig / Wien 1922.
- Feniciens Sünde. Novellen. Verlag Haas & Grabherr, Augsburg 1921.
- Asenat. König Kofétua. Josef Habbel Verlag, Regensburg 1920.
- Christus vom Lichte. El Cristo de la Luz. Toledaner Legende. Josef Habbel Verlag, Regensburg 1919.
- Sternenschimmer. Roman aus Japans Vergangenheit. Enßlin & Laiblin, Reutlingen 1914.
- Jan Maria Plojhar. Übers. v. Friedrich Hlavác. 2 Bde. Prag, J. Otto, 1908
- Roman von der treuen Freundschaft der Ritter Amis und Amil. J. Otto, Prag 1904.